# Alienação (direito)

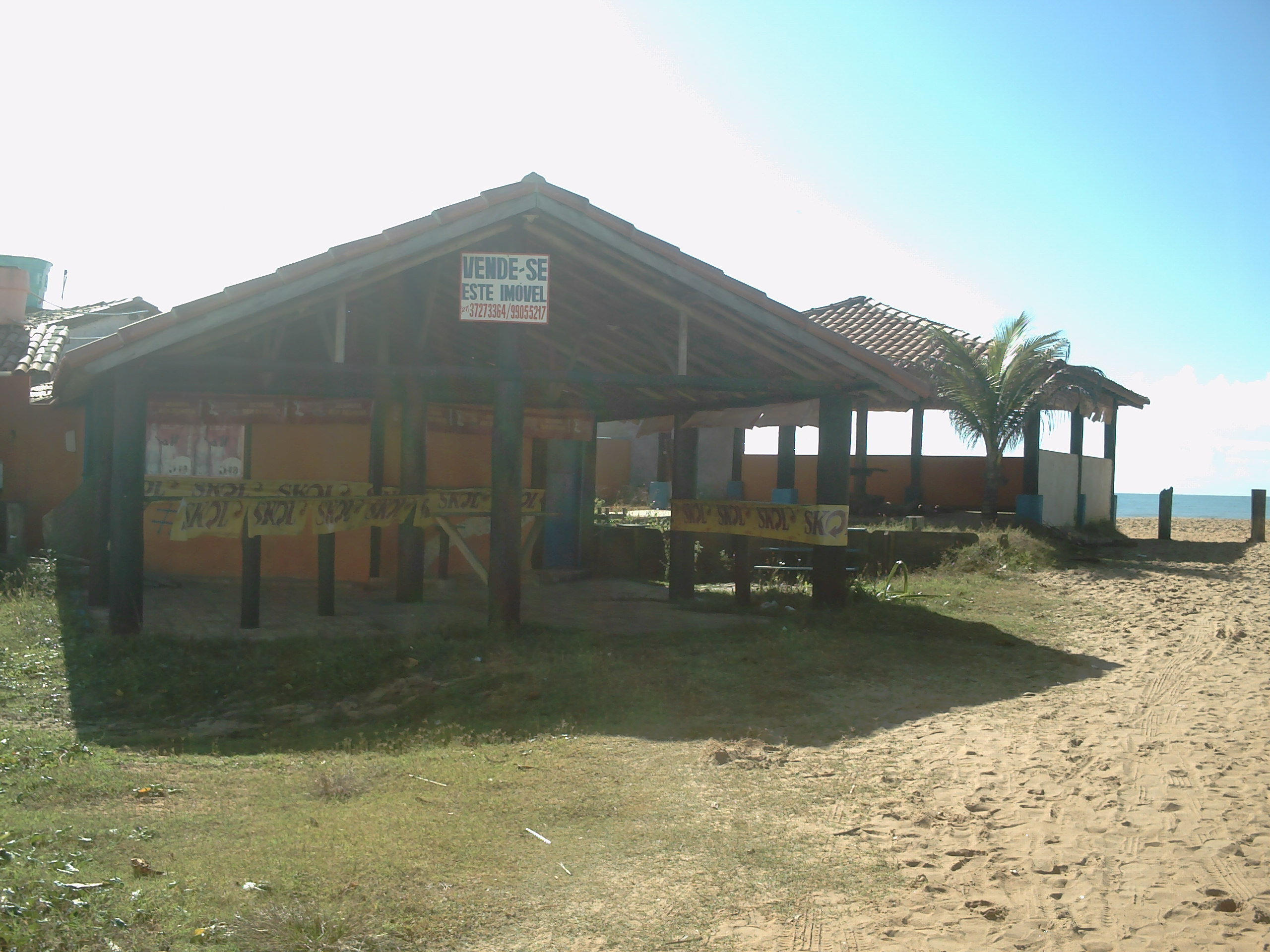
Casa posta à venda. A venda é um tipo de alienação.

No direito, alienação (do termo latino alienatione) é a transferência da propriedade de um bem. Pode ser em troca de pagamento ou não. A alienação pode acontecer de forma compulsória, quando alguém perde um bem devido a uma decisão judicial.
Não confundir com a alienação parental, que é o ato de se aproveitar de uma maior convivência com um menor para distorcer a imagem de outro parente.